# 22250 Konstfrolov
22250 Konstfrolov (1978 RD2) là một tiểu hành tinh vành đai chính được phát hiện ngày 7 tháng 9 năm 1978 bởi T. M. Smirnova ở Đài vật lý thiên văn Crimean.